# Väggarp
Väggarp er en by i Eslövs kommun i Skåne län i Sverige.
I 2005 havde byen 213 indbyggere.
55°47′9.2868″N 13°14′27.190″Ø / 55.785913000°N 13.24088611°Ø